# Zonopetala decisana
Espèce
Zonopetala decisana est une espèce de lépidoptères de la famille des Oecophoridae.
On la trouve en Australie.

## Galerie

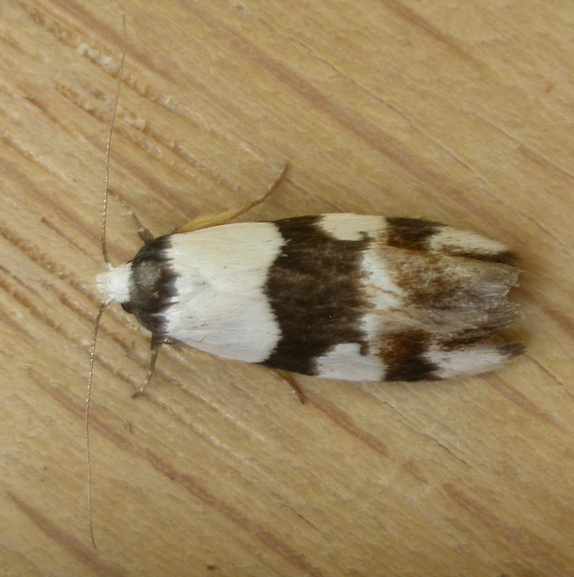